# Norman Fowler
Peter Norman Fowler (ur. 2 lutego 1938 w Chelmsford) – brytyjski polityk, członek Partii Konserwatywnej, minister w rządach Margaret Thatcher.
Wykształcenie odebrał w King Edward VI Grammar School w Chelmsford w hrabstwie Essex, a następnie odbył służbę wojskową w pułku Essex w stopniu podporucznika. Później rozpoczął studia w Trinity Hall na Uniwersytecie Cambridge. W 1960 r. został przewodniczącym uniwersyteckiego Stowarzynia Konserwatywnego. W 1970 r. został wybrany do Izby Gmin jako reprezentant okręgu Nottingham South. Od 1974 r. reprezentował okręg Sutton Coldfield.
W 1979 r. został ministrem transportu. W 1981 r. został członkiem gabinetu pozostając na dotychczasowym urzędzie. Jeszcze w tym samym roku został ministrem służby socjalnej. W zakresie jego kompetencji znajdowały się również sprawy zdrowia. W 1986 r. wydał pierwsze oficjalne materiały mające poinformować opinię publiczną o zagrożeniach związanych z AIDS. Rok później został ministrem zatrudnienia. Ze stanowiska tego zrezygnował w styczniu 1990 r.
Po rezygnacji Fowler zasiadł w tylnych ławach parlamentu. Do przednich ław powrócił w 1992 r., obejmując stanowisko przewodniczącego Partii Konserwatywnej. Był nim do 1994 r. W latach 1998–1999 był ministrem spraw wewnętrznych w gabinecie cieni Williama Hague'a. Z miejsca w Izbie Gmin zrezygnował w 2001 r. W tym samym roku został kreowany parem dożywotnim jako baron Fowler. W 2003 r. zaproponował aby Unia Europejska powołał specjalnego koordynatora o randze ambasadora w celu walki z epidemią AIDS.